# Laddie (film, 1940)
Pour les articles homonymes, voir Laddie.
Pour plus de détails, voir Fiche technique et Distribution.
Laddie est un film américain en noir et blanc réalisé par Jack Hively, sorti en 1940.
Il s'agit de la troisième adaptation cinématographique du roman de Gene Stratton-Porter. Les précédentes versions sont : Laddie (en) et Laddie (1935).

## Synopsis
Laddie Stanton, le fils ainé d'un fermier, courtise sa voisine bourgeoise, Pamela Pryor. Le père de la jeune femme, un ancien militaire sévère, récemment immigré d'Angleterre, s'oppose à leur relation. La plus jeune des sœurs de Laddie va aider son frère à parvenir à ses fins ...

## Fiche technique
- Titre  original : Laddie
- Réalisation : Jack Hively
- Scénario : Jerome Cady, Bert Granet, d'après le roman Laddie, A True Blue Story de Gene Stratton-Porter (1913)
- Photographie : Harry J. Wild
- Montage : George Hively
- Musique : Roy Webb
- Costumes : Renié
- Producteur : Cliff Reid, Lee Marcus
- Société de production et de distribution : RKO Pictures
- Pays de production :  États-Unis
- Langue originale : anglais américain
- Format : noir et blanc — 35 mm — 1,37:1 — son : mono (RCA Sound System)
- Genre : comédie dramatique familiale, Romance
- Durée : 70 minutes
- Dates de sortie :
  - États-Unis : 18 octobre 1940
  - France : 23 janvier 1948

## Distribution
- Tim Holt : Laddie Stanton
- Virginia Gilmore : Pamela Pryor
- Joan Carroll : la petite soeur Stanton
- Spring Byington : Mrs. Stanton
- Robert Barrat : Mr. John Stanton
- Miles Mander : Mr. Pryor
- Esther Dale : Sarah, the Housekeeper
- Sammy McKim : Leon Stanton
- Joan Leslie : Shelley Stanton
- Martha O'Driscoll : Sally Stanton
- Rand Brooks : Peter Dover
- Mary Forbes : Mrs. Anna Pryor
- Peter Cushing : Robert Pryor
- Harry Humphrey : Minister
- Dorothy Lee : Louise
- Joe Bernard : Tom Crispin
- Paul Maxey (en) : Mr. Wilson
- George Irving : Dr.Barnes